# Gaarden
Gaarden is een plaats in de Duitse gemeente Kiel, deelstaat Sleeswijk-Holstein, en telt 29.783 inwoners (2004).